# 霞村 (鳥取県)
霞村（かすみそん）は、鳥取県日野郡にあった村。現在の日野郡日南町の一部にあたる。

## 地理
日野川の上流に位置し石見川が合流していた。

## 歴史
- 1889年（明治22年）10月1日、町村制の施行により、日野郡霞村、生山村が合併して村制施行し、霞村が発足[1][2]。旧村名を継承した霞、生山の2大字を編成[2]。日野郡宮内村と組合村を結成し、組合村役場を宮内村大字矢戸に設置した[4]。
- 1899年（明治32年）日野郡宮内村大字三栄字法道寺・糠庄を編入し、大字丸山となり3大字とする[2]。
- 1921年（大正10年）12月1日、日野郡宮内村と合併し日野上村を新設して廃止された[1][2]。合併後、日野上村大字霞・生山・丸山となる[2]。

## 産業
- 農業、林業[2]

## 名所・旧跡
- 石霞渓[3]